# Heinz Lederer
Heinz Alexander Gustav Lederer (* 9. November 1905 in Charlottenburg; † 8. August 1969 in München) war ein deutscher Bildhauer und Kunst-Funktionär des NS-Regimes. Bedeutung erlangte er als Chef (Landesleiter) der Berliner Sektion der Reichskammer der bildenden Künste, und weil seine politischen Aktivitäten gelegentlich seinem Vater Hugo Lederer zugeschrieben wurden.

## Leben
Heinz Lederer wurde als erstes von drei Kindern des Bildhauers Hugo Lederer (1871–1940) und seiner Ehefrau Anny geb. Lauffs (1877–1952) geboren, seine Geschwister waren Hilde (1907–1984) und Helmut (* 20. Mai 1912) Lederer. Als Sechsjähriger war er 1911 Kaiser Wilhelm II. begegnet, anlässlich einer Denkmals-Einweihung in Aachen.
Seine Schulausbildung bestand teilweise aus Privatunterricht, einen ordentlichen Beruf hat er nicht erlernt. Seit dem 14. Lebensjahr war er Gehilfe, seit dem 17. Lebensjahr Privatschüler und Sekretär seines Vaters. Seit dem 20. Lebensjahr Tätigkeit als Bildhauer. Von seinem Vater privat in der Bildhauerkunst unterrichtet, schuf er u. a. eine Büste des Berliner Bürgermeisters Gustav Böß eine Porträt-Büste seines Vaters und weitere Kleinplastiken. Lederer trat zum 1. November 1930 der NSDAP bei (Mitgliedsnummer 348.077). Er wohnte 1933 bei seinen Eltern in Berlin, Knesebeckstraße 45. Von 1936 bis 1939 war er hauptamtlich für die Reichskammer der bildenden Künste als Landesleiter Berlin tätig. Anschließend versuchte er sich als Schriftsteller und beantragte im September 1940 die Aufnahme in die Reichsschrifttumskammer (ohne eine einzige Veröffentlichung vorzuweisen). Nach dem Tod seines Vaters signalisierte ihm das Goebbels-Ministerium, nunmehr nur noch in seiner Funktion als „der Sohn des verstorbenen Bildhauers Hugo Lederer“, dass es an den künstlerischen Hinterlassenschaften seines Vaters nicht interessiert sei. Daraufhin verbrachte er diese in mehreren Güterwaggons 1941 nach Znaim (Znojmo), den Geburtsort Hugo Lederers.
Anfang des Zweiten Weltkriegs trat der passionierte Pfeifenraucher als Autor frivoler Geschichtchen aus dem Berliner Künstlermilieu in Erscheinung, zur Unterhaltung für Frontsoldaten. Nach 1945 versuchte er offenbar – wie seine Schwester Hilde Lederer – Kleinplastiken nach Modellen seines Vaters im Kunsthandel zu verkaufen. Es war um 1950, als er („ein Romanschriftsteller“) ein von seinem Vater um 1910 geschaffenes Gips-Modell des Heine-Denkmals in Hamburg dem Kunstgießer Richard Barth in Berlin-Britz zur Herstellung von Bronzeabgüssen übergab. In einem Schreiben vom 12. Januar 1956 bezeichnete er sich als Verlagsredakteur, wohnhaft in Berlin-Wannsee, Nibelungenstraße 4/5. Auch betätigte er sich anscheinend als Bühnenbildner, etwa in Freiberg/Sachsen und 1961 am Landestheater Eisenach.

## Tätigkeit für die Reichskammer der bildenden Künste

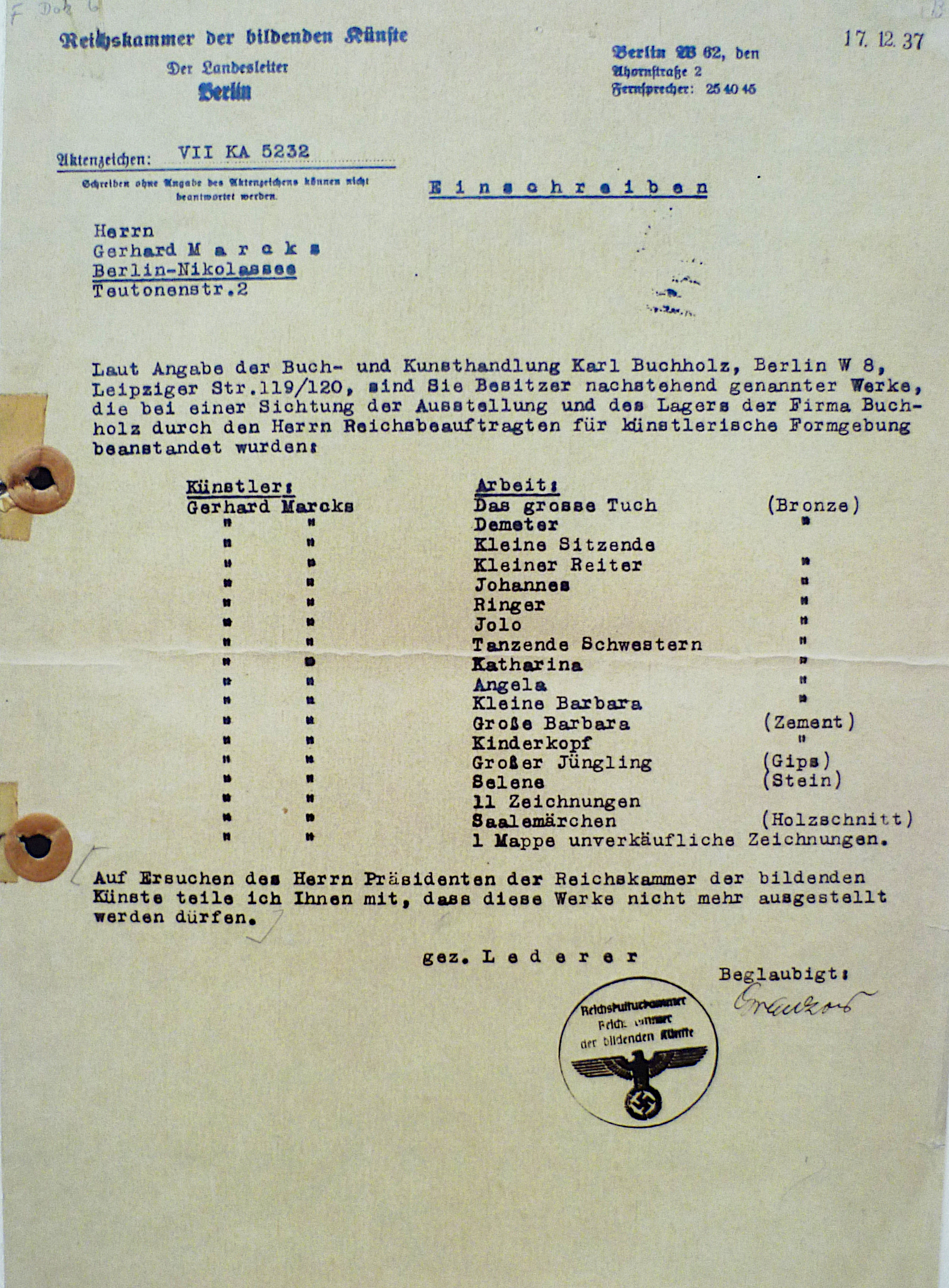
Mitteilung an den Bildhauer Gerhard Marcks

Seit 1931 als Propagandaleiter in verschiedenen NSDAP-Ortsgruppen tätig, wurde Heinz Lederer im September 1935 zum Hilfsreferenten der Reichskammer der bildenden Künste ernannt. Vom 1. Mai 1936 bis 18. November 1939 fungierte er als hauptamtlicher Chef (Landesleiter) der Berliner Sektion der Reichskammer der bildenden Künste mit einem Gehalt von ca. 400 RM monatlich. Seine Behörde mit 11 Angestellten, die Landesleitung Berlin der Reichskammer der bildenden Künste, residierte 1935 in der Derfflingerstraße 7 (Tiergarten), seit April 1937 in der Ahornstraße 2 (Zehlendorf), und seit September 1938 im Kirchweg 10 (Nikolassee). Zu seinen zeichnungsberechtigten Mitarbeitern zählten u. a. der Bildhauer August Kranz (1893–1974), der Architekt Werry Roth (1885–1958), der Maler Fritz von Ikier (1888–1964), die Herren Artur Schmidt (Kassenleiter, Geschäftsführer der Landesleitung), Richard Lesnick, Barnim Anders und Herr/Frau Granzow.
Die Landesleitung war für die 9.269 in Berlin lebenden Mitglieder der Reichskammer (Bildhauer, Maler, Architekten, Graphiker, Designer, Kunsthändler und Kunstverleger) zuständig. Sie handelte auf Anordnung des Reichskammer-Präsidenten (seit dem 1. Dezember 1937 Adolf Ziegler) bzw. des Propagandaministers Joseph Goebbels und war weisungsgebunden. Neben berufsständischen Aufgaben hatte sie seit dem 10. April 1935 die „Beobachtung des Geschehens auf den Gebieten der bildenden Künste“ vorzunehmen und auch Ausstellungen und Auktionen zu genehmigen.
Während Fragen betreffend Mitgliedschaft und Ariernachweis direkt von Ziegler bzw. Goebbels behandelt wurden, fielen die Verwaltung, Kontrolle und soziale Belange der Künstler in die Zuständigkeit der Landesleitung. Auch für das Einziehen der Mitgliedsbeiträge und die diesbezügliche Berichterstattung an den Präsidenten war die Landesleitung zuständig.
An Beschlagnahmungen gemäß Goebbels-Erlass vom 30. Juni 1937 von „im deutschen Reichs-, Länder- oder Kommunalbesitz befindlichen Werke[n] deutscher Verfallskunst seit 1910 auf dem Gebiete der Malerei und der Bildhauerei“ für die Ausstellung „Entartete Kunst“ war Heinz Lederer nicht beteiligt (ebenso wenig sein Vater Hugo, entgegen anderslautenden Angaben.) Zensur wurde vorrangig von Ziegler bzw. Goebbels ausgeübt, Landesleiter Lederer fungierte meist nur als bürokratischer Handlanger. So übermittelte er im Dezember 1937 dem Bildhauer Ernst Barlach das von Ziegler verhängte Verbot, drei bestimmte Plastiken und sechs Zeichnungen öffentlich auszustellen. Auch das von Ziegler verhängte Ausstellungsverbot von Plastiken von Gerhard Marcks hatte Heinz Lederer dem Künstler mitzuteilen (siehe Abbildung).
Seit 1936 sollte „der berüchtigte Lederer junior“ auch nach eigenem Gutdünken Kunstwerke im Sinne von Goebbels bzw. Ziegler beurteilen. Dabei kam es wiederholt zu Differenzen mit übergeordneten politischen Institutionen, im Rahmen des kunstpolitischen Richtungsstreits zwischen Rosenberg und Goebbels. Eine von ihm und (Gustav-Adolf ?) Engelhardt 1936 getroffene Auswahl von Kunstwerken notleidender Künstler zum Ankauf durch das Propagandaministerium wurde von Goebbels 1937 abgelehnt. Der folgenden harschen Rüge seitens Präsident Ziegler trat Lederer behördenintern entgegen. 1936 setzte er sich für die öffentliche Ausstellung der Plastik Großer Schreitender von Hermann Blumenthal ein, die 1937 als „entartet“ beschlagnahmt wurde.
Über den als „entartet“ geltenden Maler Karl Hofer dagegen urteilte er am 31. Januar 1938 „dass die Auswirkungen seines Schaffens und Wirkens als geradezu verheerend angesehen werden müssen“.
Im Herbst 1937 erhielt Lederer von Ziegler die Anweisung, die Jahresausstellung der Ateliergemeinschaft Klosterstraße zu überprüfen: „Sie übernehmen jedoch die Verantwortung dafür, daß diese Ausstellung der Kulturpolitik des Reiches entspricht und insbesondere keine Produkte der Verfallskunst enthält.“ Lederer verfügte lediglich die Entfernung der Gemälde Xanten und Ostsee von Hermann Teuber aus der Ausstellung. Die Landesleitung Berlin arbeitete mit Galeristen zusammen wie Karl Buchholz, Ferdinand Möller, Wolfgang Gurlitt und anderen zum Nutzen des NS-Regimes.
Im Zuge der 1935 angelaufenen „Entjudungs“-Politik rief Lederer dazu 1938 auf, frei werdende Ateliers und Atelierwohnungen jüdischer Mieter aufzulisten. Als 1937 das Propagandaministerium die Ateliergemeinschaft Klosterstraße 75 in einem Verein „gleichschalten“ wollte, plädierte er für Rücksichtnahme auf das preußische Kultusministerium, den Hausherrn der Klosterstraße 75 (welches die Pläne untersagte- die Vereinsbildung fand nicht statt). Käthe Kollwitz, die ihm von Kindheit an vertraut gewesen sein musste – hatten doch sein Vater und Kollwitz bis 1924 mehr als 10 Jahre im Atelierhaus Siegmundshof 11 gearbeitet und gewohnt – konnte relativ unbehelligt bis November 1940 in der Ateliergemeinschaft Klosterstraße arbeiten und wurde nicht aus der Reichskammer ausgeschlossen. Der kommunistische Bildhauer Heinz Worner (1910–2008) konnte 1937 aus der Ateliergemeinschaft vor der Gestapo fliehen (zunächst nach Prag und dann weiter nach London).
Im Zuge von Sparmaßnahmen im Propagandaministerium, und möglicherweise auch wegen behördeninterner Konflikte, wurde Heinz Lederer am 18. November 1939 entlassen. Seinen Posten als Landesleiter übernahm von 1940 bis 1942 ehrenamtlich August Kranz, NSDAP-Mitglied seit 1925. Noch bis 1941 sind Anschreiben an die Landesleitung Berlin an Heinz Lederer adressiert worden.